# Alec Baldwin
Alec Baldwin, születési nevén Alexander Rae Baldwin (Amityville, New York, 1958. április 3. –) háromszoros Primetime Emmy- és háromszoros Golden Globe-díjas, Oscar-díjra jelölt amerikai színész, producer, rendező. 
Három testvére (Daniel Baldwin, William Baldwin, Stephen Baldwin) szintén színész.

## Élete és pályafutása
Alec az 1980-as évek elején a televízióban kezdte pályafutását a The Doctors című szappanoperában, majd 1985-ig még két sorozatnak volt szereplője. Néhány tévéfilm után 1987-ben debütált a moziban. A következő évtől már ismert sztár lett olyan filmekkel, mint a Keresztanya (1988) vagy a BeetleJuice (1988), 1990-ben pedig a Vadászat a Vörös Októberre révén felkerült a csúcsra.
1993-ban házasodott össze Kim Basingerrel. Ekkoriban készült filmjei: Fogd a nőt és fuss (1991), Bűvölet (1993), Az árnyék (1994), Szökésben (1994), Zsaruvér (1996), Kísért a múlt (1996), Az esküdt (1996), A vadon foglyai (1997), A kód neve: Merkúr (1998).
Az utóbbi években megnövekedett filmjeinek száma, ugyanis csak mellék- és szinkronszerepeket vállal.

### 2021-esRust-tragédia
2021. október 21-én Baldwin az előkészületben lévő Rust című filmet forgatta (melyet producerként is jegyzett) az új-mexikói Santa Fében. Egy kellékként használt fegyvert elsütve halálosan megsebesítette Halyna Hutchins operatőrt, illetve sérülést okozott Joel Souza rendezőnek. Hutchins családja beperelte Baldwint a tragédiában betöltött felelőssége miatt. 2022 októberében sikerült megállapodnia a családdal, melynek részleteit nem hozták nyilvánosságra.
Később Baldwin ellen mégis gondatlanságból elkövetett emberölés miatt emeltek vádat. 2023 áprilisában bejelentették, hogy a bíróság ejtette a színész ellen felhozott vádakat. 2023 októberében új-mexikói államügyészek felvetették: bizonyítékaik alapján Baldwin talán mégis bűnös lehet gondatlanságból elkövetett emberölésben.
A Rust forgatását 2023 májusában fejezték be, majd a film az utómunkálatok fázisába lépett.

## Filmográfia

### Film
Filmproducer
| Év   | Magyar cím                  | Eredeti cím                       | Megjegyzések                       |
| ---- | --------------------------- | --------------------------------- | ---------------------------------- |
| 1996 | A pillangó tánca (Zsaruvér) | Heaven's Prisoners                | vezető filmproducer                |
| 1999 | Beismerő vallomás           | The Confession                    | filmproducer                       |
| 2000 | Ennyi!                      | State and Main                    | vezető filmproducer                |
| 2007 | Ördögi út a boldogsághoz    | Shortcut to Happiness             | filmrendező és producer            |
| 2008 | Kuszaságok                  | Lymelife                          | filmproducer                       |
| 2013 | Elcsábítva és elhagyatva    | Seduced and Abandoned             | dokumentumfilm filmproducer        |
| 2016 | A szerelem vak              | Blind                             | vezető filmproducer                |
| 2019 | Az éjszakai járőr           | Crown Vic                         | filmproducer                       |
| 2020 |                             | Beast Beast                       | vezető filmproducer                |
| 2021 |                             | Bill Mauldin: If It's Big, Hit It | dokumentumfilm vezető filmproducer |

Filmszínész
| Év   | Magyar cím                              | Eredeti cím                        | Szerep                            | Magyar hang            | Rendező                   |
| ---- | --------------------------------------- | ---------------------------------- | --------------------------------- | ---------------------- | ------------------------- |
| 1987 | Kétségbeesve keresem Lulut              | Forever, Lulu                      | Buck                              | Dózsa Zoltán           | Amos Kollek               |
| 1988 | Drágám, terhes vagyok!                  | She's Having a Baby                | David McDonald                    | Lux Ádám               | John Hughes               |
| 1988 | Drágám, terhes vagyok!                  | She's Having a Baby                | David McDonald                    | Juhász György          | John Hughes               |
| 1988 | Beetlejuice – Kísértethistória          | Beetlejuice                        | Adam Maitland                     | Szabó Sipos Barnabás   | Tim Burton                |
| 1988 | Keresztanya                             | Married to the Mob                 | Frank "Uborka" De Marco           | Oszter Sándor          | Jonathan Demme            |
| 1988 | Dolgozó lány                            | Working Girl                       | Mick Dugan                        | Trokán Péter           | Mike Nichols              |
| 1988 | Hívd a Rádiót!                          | Talk Radio                         | Dan                               |                        | Oliver Stone              |
| 1989 | A rock'n'roll ördöge                    | Great Balls of Fire!               | Jimmy Swaggart                    | Forgács Péter          | Jim McBride               |
| 1990 | Vadászat a Vörös Októberre              | The Hunt for Red October           | Jack Ryan                         | Rátóti Zoltán          | John McTiernan            |
| 1990 | Miami Blues                             | Miami Blues                        | Frederick J. Frenger Jr.          | Sörös Sándor           | George Armitage           |
| 1990 | Alice                                   | Alice                              | Ed                                | Szabó Sipos Barnabás   | Woody Allen               |
| 1990 | Alice                                   | Alice                              | Ed                                | Széles László          | Woody Allen               |
| 1991 | Fogd a nőt és fuss                      | The Marrying Man                   | Charley Pearl                     | Szabó Sipos Barnabás   | Jerry Rees                |
| 1991 | Fogd a nőt és fuss                      | The Marrying Man                   | Charley Pearl                     | Rátóti Zoltán          | Jerry Rees                |
| 1992 | Előjáték egy csókhoz                    | Prelude to a Kiss                  | Peter Hoskins                     | Malcsiner Péter        | Norman René               |
| 1992 | Glengarry Glen Ross                     | Glengarry Glen Ross                | Blake                             | Mihályi Győző          | James Foley               |
| 1993 | Bűvölet                                 | Malice                             | Dr. Jed Hill                      | Dörner György          | Harold Becker             |
| 1994 | Szökésben                               | The Getaway                        | Carter "Doc" McCoy                | Szabó Sipos Barnabás   | Roger Donaldson           |
| 1994 | Szökésben                               | The Getaway                        | Carter "Doc" McCoy                | Csankó Zoltán          | Roger Donaldson           |
| 1994 | Az Árnyék                               | The Shadow                         | Lamont Cranston / Az Árnyék       | Vass Gábor             | Russell Mulcahy           |
| 1994 | Az Árnyék                               | The Shadow                         | Lamont Cranston / Az Árnyék       | Csankó Zoltán          | Russell Mulcahy           |
| 1995 | Egy nap a mozi                          | Two Bits                           | narrátor (hangja)                 | Szabó Sipos Barnabás   | James Foley (2)           |
| 1996 | Az esküdt                               | The Juror                          | Mark Cordel / tanár               | Forgács Péter          | Brian Gibson              |
| 1996 | A pillangó tánca (Zsaruvér)             | Heaven's Prisoners                 | Dave Robicheaux                   | Zalán János            | Phil Joanou               |
| 1996 | Kísért a múlt                           | Ghosts of Mississippi              | Bobby DeLaughter                  | Rátóti Zoltán          | Rob Reiner                |
| 1997 | A vadon foglyai                         | The Edge                           | Robert Green                      | Szabó Sipos Barnabás   | Lee Tamahori              |
| 1998 | A kód neve: Merkúr                      | Mercury Rising                     | Nicholas Kudrow alezredes         | Rátóti Zoltán          | Harold Becker (2)         |
| 1998 | A kód neve: Merkúr                      | Mercury Rising                     | Nicholas Kudrow alezredes         | Széles László          | Harold Becker (2)         |
| 1999 | Beismerő vallomás                       | The Confession                     | Roy Bleakie                       | Csankó Zoltán          | David Hugh Jones          |
| 1999 | A tolvaj és a gyilkosok                 | Thick as Thieves                   | Mackin                            | Szabó Sipos Barnabás   | Scott Sanders             |
| 1999 | Sztárom a párom                         | Notting Hill                       | Jeff King                         | Rátóti Zoltán          | Roger Michell             |
| 1999 | Jótanácsok kamaszoknak                  | Outside Providence                 | Dunphy                            |                        | Michael Corrente          |
| 2000 | Thomas és a bűvös vasút                 | Thomas and the Magic Railroad      | Ellenőr úr                        |                        | Britt Allcroft            |
| 2000 | Ennyi!                                  | State and Main                     | Bob Barrenger                     | Szakácsi Sándor        | David Mamet               |
| 2001 | Pearl Harbor – Égi háború               | Pearl Harbor                       | James Doolittle alezredes         | Csankó Zoltán          | Michael Bay               |
| 2001 | Kutyák és macskák                       | Cats & Dogs                        | Butch (hangja)                    | Dörner György          | Lawrence Guterman         |
| 2001 | Final Fantasy – A harc szelleme         | Final Fantasy: The Spirits Within  | Gray Edwards kapitány (hangja)    | Sinkovits-Vitay András | Szakagucsi Hironobu       |
| 2001 | Tenenbaum, a háziátok                   | The Royal Tenenbaums               | narrátor (hangja)                 | Csernák János          | Wes Anderson              |
| 2002 | Pluto Nash – Hold volt, hol nem volt... | The Adventures of Pluto Nash       | Michael Zoroaster Marucci         |                        | Ron Underwood             |
| 2003 | A szerencseforgató                      | The Cooler                         | Sheldon "Shelly" Kaplow           | Csankó Zoltán          | Wayne Kramer              |
| 2003 | A Macska – Le a kalappal!               | The Cat in the Hat                 | Lawrence "Larry" Quinn            | Csankó Zoltán          | Bo Welch                  |
| 2004 | Derült égből Polly                      | Along Came Polly                   | Stan Indursky                     | Csankó Zoltán          | John Hamburg              |
| 2004 | Derült égből Polly                      | Along Came Polly                   | Stan Indursky                     | Sörös Sándor           | John Hamburg              |
| 2004 | Aviátor                                 | The Aviator                        | Juan Trippe                       | Mihályi Győző          | Martin Scorsese           |
| 2004 | Spongyabob – A mozifilm                 | The SpongeBob SquarePants Movie    | Dennis a bérgyilkos (hangja)      | Csankó Zoltán          | Stephen Hillenburg        |
| 2004 | Az utolsó jelenet                       | The Last Shot                      | Joe Devine                        | Szabó Sipos Barnabás   | Jeff Nathanson            |
| 2005 | Elizabethtown                           | Elizabethtown                      | Phil DeVoss                       | Haás Vander Péter      | Cameron Crowe             |
| 2005 | Dick és Jane trükkjei                   | Fun with Dick and Jane             | Jack McCallister                  | Csankó Zoltán          | Dean Parisot              |
| 2006 | Mini beindul                            | Mini's First Time                  | Martin Tennan                     | Csankó Zoltán          | Nick Guthe                |
| 2006 | A tégla                                 | The Departed                       | George Ellerby százados           | Haás Vander Péter      | Martin Scorsese (2)       |
| 2006 | Kés, villa, olló                        | Running with Scissors              | Norman Burroughs                  | Haás Vander Péter      | Ryan Murphy               |
| 2006 | Az ügynökség                            | The Good Shepherd                  | Sam Murach                        | Csankó Zoltán          | Robert De Niro            |
| 2007 | Segédszerkesztőnő megosztaná...         | Suburban Girl                      | Archie Knox                       | Kőszegi Ákos           | Marc Klein                |
| 2007 | Brooklyn törvényei                      | Brooklyn Rules                     | Caesar Manganaro                  | Csankó Zoltán          | Michael Corrente (2)      |
| 2007 | Ördögi út a boldogsághoz                | Shortcut to Happiness              | Jabez Stone                       | Széles László          | Alec Baldwin              |
| 2008 | Kuszaságok                              | Lymelife                           | Mickey Barlett                    | Csankó Zoltán          | Derick Martini            |
| 2008 | A spanom csaja                          | My Best Friend's Girl              | Turner professzor                 | Csankó Zoltán          | Howard Deutch             |
| 2008 | Madagaszkár 2.                          | Madagascar: Escape 2 Africa        | Makunga az oroszlán (hangja)      | Dörner György          | Eric Darnell              |
| 2008 | Madagaszkár 2.                          | Madagascar: Escape 2 Africa        | Makunga az oroszlán (hangja)      | Dörner György          | Tom McGrath               |
| 2009 | A nővérem húga                          | My Sister's Keeper                 | Campbell Alexander                | Forgács Péter          | Nick Cassavettes          |
| 2009 | Egyszerűen bonyolult                    | It's Complicated                   | Jacob "Jake" Adler                | Csankó Zoltán          | Nancy Meyers              |
| 2011 | Hick                                    | Hick                               | Beau                              | Mihályi Győző          | Derick Martini (2)        |
| 2012 | Rómának szeretettel                     | To Rome with Love                  | John                              | Csankó Zoltán          | Woody Allen (2)           |
| 2012 | Mindörökké rock                         | Rock of Ages                       | Dennis Dupree                     | Széles László          | Adam Shankman             |
| 2012 | Az öt legenda                           | Rise of the Guardians              | Északi (hangja)                   | Csuja Imre             | Peter Ramsey              |
| 2012 |                                         | AmeriQua                           | Mr. Edwards                       |                        | Giovanni Consonni         |
| 2012 | Marco Bellone                           | AmeriQua                           | Mr. Edwards                       |                        |                           |
| 2013 | Blue Jasmine                            | Blue Jasmine                       | Harold "Hal" Francis              | Csankó Zoltán          | Woody Allen (3)           |
| 2014 | Torrente 5. – A kezdő tizenegy          | Torrente 5: Operación Eurovegas    | John Marshall                     | Dörner György          | Santiago Segura           |
| 2014 | Megmaradt Alice-nek                     | Still Alice                        | Dr. John Howland                  | Csankó Zoltán          | Richard Glatzer           |
| 2015 | Aloha                                   | Aloha                              | Dixon tábornok                    | Forgács Péter          | Cameron Crowe (2)         |
| 2015 | Mission: Impossible – Titkos nemzet     | Mission: Impossible – Rogue Nation | Alan Hunley                       | Csankó Zoltán          | Christopher McQuarrie     |
| 2015 |                                         | Andròn: The Black Labyrinth        | Adam                              |                        | Francesco Cinquemani      |
| 2015 | Sérülés                                 | Concussion                         | Dr. Julian Bailes                 | Csankó Zoltán          | Peter Landesman           |
| 2016 |                                         | Back in the Day                    | Gino Fratelli                     |                        | Paul Borghese             |
| 2016 | Párizs még várhat                       | Paris Can Wait                     | Michael Lockwood                  | Csankó Zoltán          | Eleanor Coppola           |
| 2016 | Párizs még várhat                       | Paris Can Wait                     | Michael Lockwood                  | Mihályi Győző          | Eleanor Coppola           |
| 2016 | A szerelem vak                          | Blind                              | Bill Oakland                      | Csankó Zoltán          | Michael Mailer            |
| 2016 | Kivétel és szabály                      | Rules Don't Apply                  | Robert Maheu                      | Csankó Zoltán          | Warren Beatty             |
| 2017 | Bébi úr                                 | The Boss Baby                      | Bébi úr (hangja)                  | Csankó Zoltán          | Tom McGrath (2)           |
| 2017 |                                         | An Imperfect Murder                | McCutcheon nyomozó                |                        | James Toback              |
| 2018 |                                         | The Public                         | Bill Ramstead nyomozó             |                        | Emilio Estevez            |
| 2018 | Csuklyások – BlacKkKlansman             | BlacKkKlansman                     | Dr. Kennebrew Beaureguard (cameo) | Csankó Zoltán          | Spike Lee                 |
| 2018 | Mission: Impossible – Utóhatás          | Mission: Impossible – Fallout      | Alan Hunley                       | Csankó Zoltán          | Christopher McQuarrie (2) |
| 2018 | Csillag születik                        | A Star Is Born                     | önmaga (cameo)                    | Csankó Zoltán          | Bradley Cooper            |
| 2019 |                                         | Before You Know It                 | Peter                             |                        | Hannah Pearl Utt          |
| 2019 | Amit nem akarsz tudni a szüleidről      | Drunk Parents                      | Frank Teagarten                   | Csankó Zoltán          | Fred Wolf                 |
| 2019 | Árva Brooklyn                           | Motherless Brooklyn                | Moses Randolph                    | Csankó Zoltán          | Edward Norton             |
| 2019 | Sarkvidéki akció                        | Arctic Dogs                        | PB (hangja)                       | Szabó Győző            | Aaron Woodley             |
| 2020 |                                         | Pixie                              | Hector McGrath atya               |                        | Barnaby Thompson          |
| 2020 |                                         | Chick Fight                        | Jack Murphy                       |                        | Paul Leyden               |
| 2021 | Bébi úr: Családi ügy                    | The Boss Baby: Family Business     | Bébi úr (hangja)                  | Csankó Zoltán          | Tom McGrath (3)           |
| 2022 | Tár                                     | Tár                                | önmaga (cameo hangja)             |                        | Todd Field                |
| 2023 | Szupercella                             | Supercell                          | Zane Rogers                       | Csankó Zoltán          | Herbert James Winterstern |
| 2023 | 97 perc                                 | 97 Minutes                         | Hawkins                           | Csankó Zoltán          | Timo Vuorensola           |

### Televízió
Tévéfilmek
| Év   | Magyar cím                                    | Eredeti cím                         | Szerep                    | Magyar hang     |
| ---- | --------------------------------------------- | ----------------------------------- | ------------------------- | --------------- |
| 1984 | A bosszú íze                                  | Sweet Revenge                       | Alex Breen őrnagy         |                 |
| 1985 | Menekülő szerelmesek                          | Love on the Run                     | Sean Carpenter            | Áron László     |
| 1985 | Menekülő szerelmesek                          | Love on the Run                     | Sean Carpenter            | Balkay Géza     |
| 1985 | Menekülő szerelmesek                          | Love on the Run                     | Sean Carpenter            | Laklóth Aladár  |
| 1986 |                                               | Dress Gray                          | Rysam 'Ry' Slaight        |                 |
| 1987 | Alamo: 13 nap a dicsőségig                    | The Alamo: Thirteen Days to Glory   | William B. Travis ezredes | Jakab Csaba     |
| 1987 | Alamo: 13 nap a dicsőségig                    | The Alamo: Thirteen Days to Glory   | William B. Travis ezredes | Kisfalusi Lehel |
| 1995 | A vágy villamosa                              | A Streetcar Named Desire            | Stanley Kowalski          | Vass Gábor      |
| 2002 | Háború a háborúról                            | Path to War                         | Robert McNamara           | Dörner György   |
| 2003 | Más/Arc                                       | Second Nature                       | Paul Kane                 |                 |
| 2008 | Utazás az Univerzum peremére (dokumentumfilm) | Journey to the Edge of the Universe | narrátor (hangja)         |                 |

Sorozatok
| Év        | Magyar cím                               | Eredeti cím                       | Szerep                              | Megjegyzések                                                                |
| --------- | ---------------------------------------- | --------------------------------- | ----------------------------------- | --------------------------------------------------------------------------- |
| 1980–1982 |                                          | The Doctors                       | Billy Allison Aldrich               | 6 epizód                                                                    |
| 1983      |                                          | Cutter to Houston                 | Dr. Hal Wexler                      | 9 epizód                                                                    |
| 1984–1985 |                                          | Knots Landing                     | Joshua Rush                         | 40 epizód                                                                   |
| 1985      |                                          | Hotel                             | Dennis Medford                      | 1 epizód                                                                    |
| 1990–2017 | Saturday Night Live                      | Saturday Night Live               | önmaga (házigazda) / egyéb szerepek | 17 epizód                                                                   |
| 1993      |                                          | The Larry Sanders Show            | önmaga                              | 1 epizód                                                                    |
| 1998–2003 | Thomas, a gőzmozdony                     | Thomas & Friends                  | narrátor (hangja)                   | 52 epizód                                                                   |
| 1998–2005 | A Simpson család                         | The Simpsons                      | önmaga / Dr. Caleb Thorn (hangja)   | 2 epizód                                                                    |
| 2000      | Nürnberg                                 | Nuremberg                         | Robert H. Jackson                   | - minisorozat (2 epizód) - vezető producer - magyar hangja: - Csankó Zoltán |
| 2000–2001 |                                          | Clerks: The Animated Series       | Leonardo Leonardo (hangja)          | 6 epizód                                                                    |
| 2002      | Jóbarátok                                | Friends                           | Parker                              | 2 epizód                                                                    |
| 2003      |                                          | Walking with Cavemen              | narrátor (hangja)                   | 4 epizód                                                                    |
| 2004      | Johnny Bravo                             | Johnny Bravo                      | önmaga (hangja)                     | 1 epizód                                                                    |
| 2004      | Tündéri keresztszülők                    | The Fairly OddParents             | felnőtt Timmy Turner (hangja)       | 1 epizód                                                                    |
| 2004      | Kés/Alatt                                | Nip/Tuck                          | Dr. Barret Moore                    | 1 epizód                                                                    |
| 2004      | Las Vegas                                | Las Vegas                         | Jack Keller                         | 2 epizód                                                                    |
| 2005–2019 | Will és Grace                            | Will & Grace                      | Malcolm Widmark                     | 10 epizód                                                                   |
| 2006      |                                          | Great Performances: South Pacific | Luther Billis                       | koncertfilm                                                                 |
| 2006–2020 | A stúdió                                 | 30 Rock                           | Jack Donaghy                        | - főszereplő (139 epizód) - producer - magyar hangja: - Vass Gábor          |
| 2012      | A fagy birodalma                         | Frozen Planet                     | narrátor (hangja)                   | 6 epizód                                                                    |
| 2014      | Esküdt ellenségek: Különleges ügyosztály | Law & Order: Special Victims Unit | Jimmie MacArthur                    | 1 epizód                                                                    |
| 2015–2016 |                                          | The Jim Gaffigan Show             | önmaga                              | 2 epizód                                                                    |
| 2016–2020 | Saturday Night Live                      | Saturday Night Live               | Donald Trump                        | 40 epizód                                                                   |
| 2017      |                                          | Julie's Greenroom                 | önmaga                              | 2 epizód                                                                    |
| 2017      |                                          | Nightcap                          | önmaga                              | 1 epizód                                                                    |
| 2018      |                                          | American Experience               | Theodore Roosevelt (hangja)         | 1 epizód                                                                    |
| 2018      |                                          | The Looming Tower                 | George Tenet                        | 6 epizód                                                                    |
| 2021      |                                          | Dr. Death                         | Robert Henderson                    | - főszereplő (8 epizód) - vezető producer                                   |

## Fordítás
- Ez a szócikk részben vagy egészben  az   Alec Baldwin filmography című angol Wikipédia-szócikk fordításán alapul.  Az eredeti cikk szerkesztőit annak laptörténete sorolja fel. Ez a jelzés csupán a megfogalmazás eredetét és a szerzői jogokat jelzi, nem szolgál a cikkben szereplő információk forrásmegjelöléseként.